# فرودگاه یمپا ولی
فرودگاه یمپا ولی  (به انگلیسی: Yampa Valley Airport)  یک فرودگاه همگانی  با کد یاتا HDN است که یک باند فرود آسفالت دارد و طول باند آن ۳۰۴۸ متر است. این فرودگاه در  کشور ایالات متحده آمریکا قرار دارد و در ارتفاع ۲۰۱۲ متری از سطح دریا واقع شده است.

## شرکت‌های هواپیمایی و مقصدهای پروازی

### مسافری

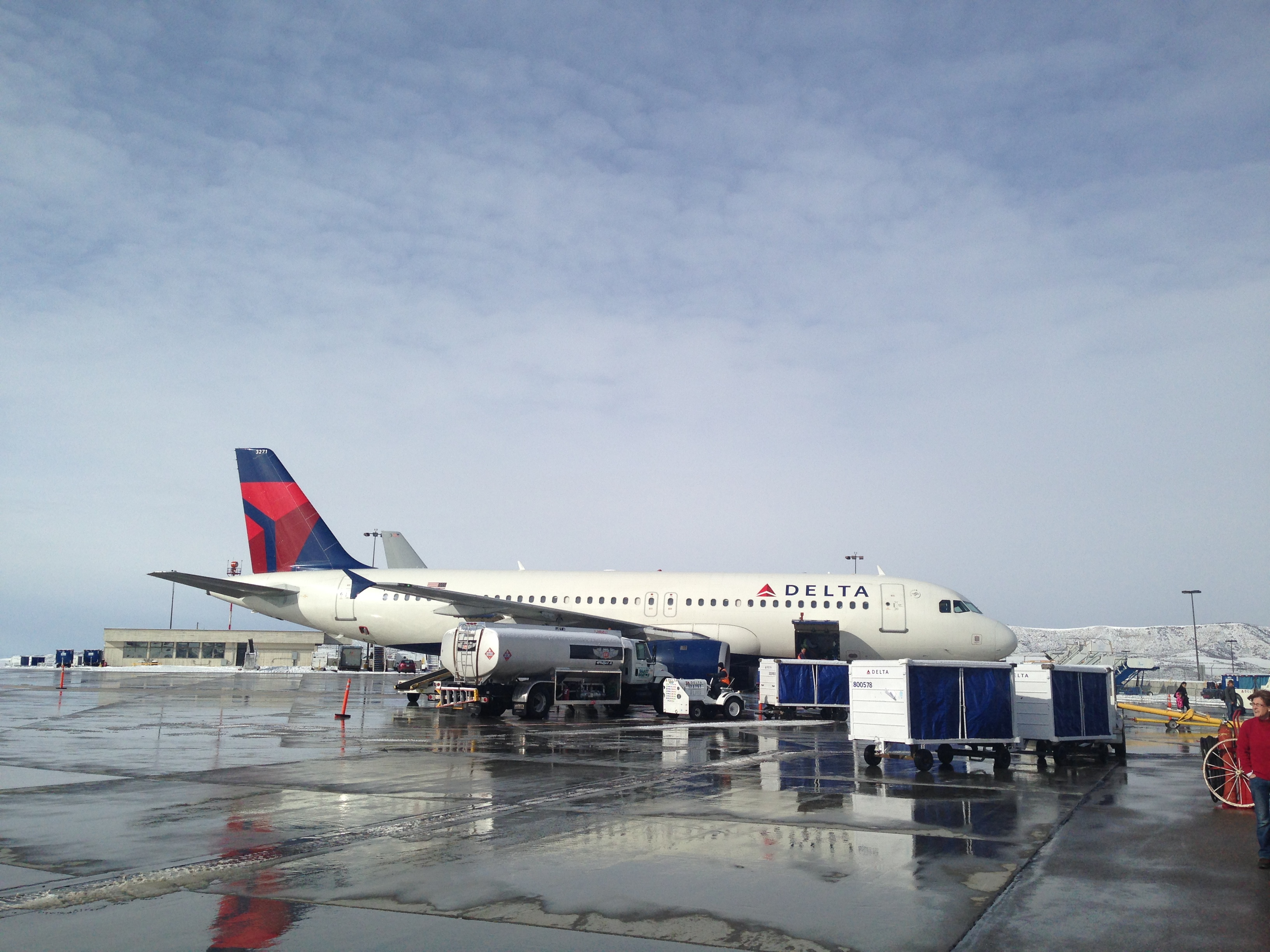
A دلتا ایرلاینز خانواده ایرباس ای۳۲۰ on the apron

| شرکت‌های هواپیمایی                    | مقصدهای پروازی                                                            | Refs  |
| ------------------------------------ | ------------------------------------------------------------------------- | ----- |
| آلاسکا ایرلاینز اجرا توسط هوریزن ایر | فصلی: سیاتل-تاکوما (آغاز از ۱۶ دسامبر ۲۰۱۷)                               | [ ۲ ] |
| آلاسکا ایرلاینز اجرا توسط اسکای‌وست   | فصلی: سن دیه‌گو                                                            |       |
| امریکن ایرلاینز                      | فصلی: دالاس-فورت ورث                                                      |       |
| امریکن ایگل                          | فصلی: اوهر شیکاگو                                                         |       |
| دلتا ایرلاینز                        | فصلی: هارتسفیلد-جکسون آتلانتا                                             |       |
| دلتا کانکشن                          | فصلی: مینیاپولیس−سنت پل                                                   |       |
| یونایتد ایرلاینز                     | فصلی: جرج بوش، لیبرتی نیوآرک، دالس واشینگتن                               |       |
| یونایتد اکسپرس                       | دنور فصلی: اوهر شیکاگو، لس‌آنجلس، سانفرانسیسکو                             |       |
| ViaAir                               | فصلی: آستین (آغاز از ۱۳ دسامبر ۲۰۱۷), کانزاس‌سیتی (آغاز از ۱۳ دسامبر ۲۰۱۷) | [ ۵ ] |